# Palazzo Barbaro Wolkoff

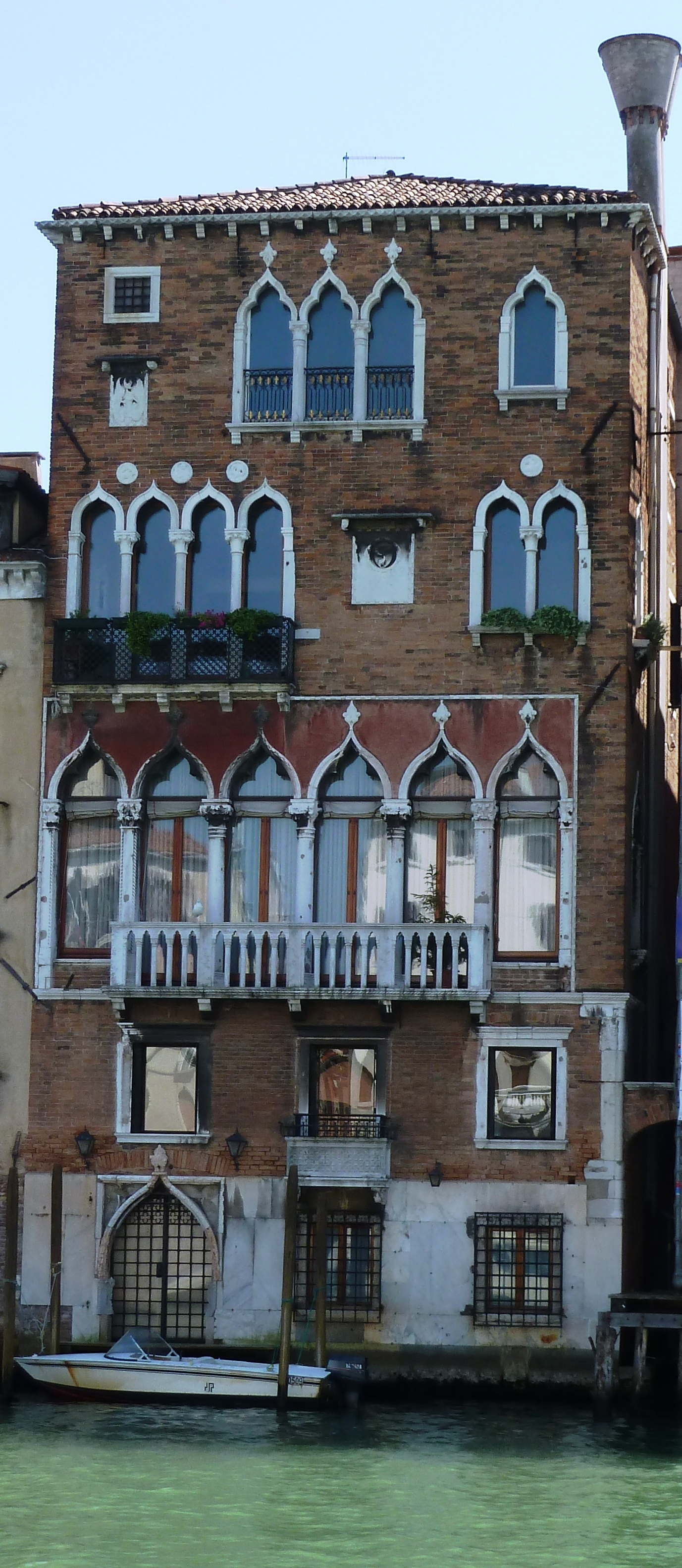
Die Hauptfassade

Der Palazzo Barbaro Wolkoff ist ein Palast im venezianischen Sestiere Dorsoduro mit Blick auf den Canal Grande, gelegen zwischen dem Palazzo Dario und dem Palazzo Salviati.

## Geschichte
Das Gebäude, das anfangs im venezianisch-byzantinischen Baustil errichtet wurde, wurde im 15. Jahrhundert unter Anbringung gotischer Elemente umgebaut.
Der Palast wurde im Laufe des 19. Jahrhunderts zu einem Treffpunkt europäischer Künstler und Intellektueller. Ende des 19. Jahrhunderts siedelten sich zahlreiche amerikanische Künstler und Literaten in Venedig an, die nach dem Palast als Palazzo-Barbaro-Kreis bezeichnet wurden. 1894 bis 1897 lebte Eleonora Duse im obersten Stockwerk des Palastes als Dauergast von Alexander Wolkoff Mouronzov, russischer Professor der Naturwissenschaften, der 1883 das Gebäude mittels seines Erbes erworben hatte. Er selbst verkaufte Bilder, um seinen Lebensunterhalt zu finanzieren. 1912 war Rainer Maria Rilke häufig zu Gast im Haus, doch vermied er es, dort Dauergast zu werden, obwohl ihm Wolkov, mit dem er leicht in Streit über die aktuelle Kunst geriet, ein Zimmer anbot.

## Beschreibung

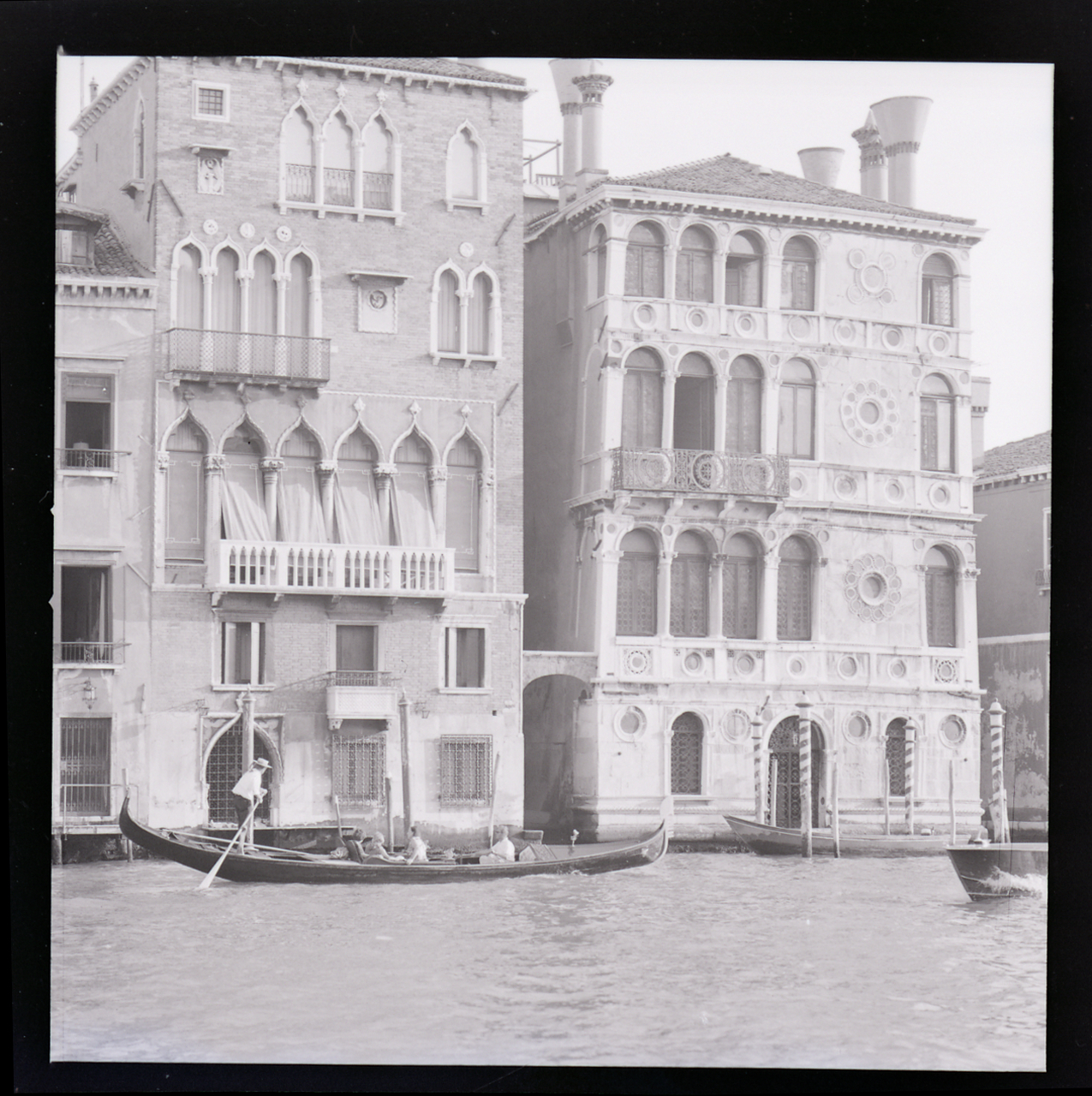
Palazzo Barbaro Wolkoff (links) und das angrenzende Ca’ Dario auf einem Foto von Paolo Monti (1969)

Die inhomogene Fassade ist fast vollständig in roten Mauerziegeln erstellt und zeichnet sich durch ihre schmale, hohe Form aus. Es gibt ein Erdgeschoss, ein Zwischengeschoss, ein Hauptgeschoss und zwei obere Geschosse. Die Verteilung der Zierelemente, scheinbar ohne jede Ordnung, macht die Analyse der Hauptfassade, die von der Leichtigkeit des Sechsfachfensters im Hauptgeschoss, das von einem rechteckigen, gezahnten Rahmen umgeben ist, schwierig. Kontur verleihen nur das Kielbogenportal zum Wasser in gotischem Stil, die zahlreichen Einzelfenster und das Mehrfachfenster des oberen Geschosse. Bei der Analyse der oberen Stockwerke fällt auf, dass, im Gegensatz zum Dreifachfenster und des gotischen Einzelfensters im obersten Stockwerk, die den allgemeinen Stil des Gebäudes wieder aufnehmen, das Vierfachfenster und das Doppelfenster des zweiten Obergeschosses aufgrund ihrer Bogenführung durch einen entschiedenen Anachronismus charakterisiert sind. Pateras und Wappen sind neueren Datums.